# The Good Will Out
Albums de Embrace
Drawn from Memory
(2000)
The Good Will Out est le premier album du groupe de rock anglais Embrace, mis en vente le 8 juin 1998. Il permit au groupe de faire une entrée remarquée sur la scène anglaise, atteignant la première place des charts UK.
À noter que deux des chansons de l'album (One Big Family et I Want The World) sont chantées par le guitariste du groupe, Richard McNamara, qui n'est autre que le frère du chanteur Danny McNamara.

## Liste des pistes
1. Intro
2. All You Good Good People
3. My Weakness Is None Of Your Business
4. Come Back To What You Know
5. One Big Family (chant: Richard McNamara)
6. Higher Sights
7. Retread
8. I Want The World (chant: Richard McNamara)
9. You've Got To Say Yes
10. Fireworks
11. The Last Gas
12. That's All Changed Forever
13. Now You're Nobody
14. The Good Will Out